# مونتيخاكي
بلدية مونتيخاكي (بالإسبانية: Montejaque) هي بلدية تقع في مقاطعة مالقة التابعة لمنطقة أندلوسيا جنوب إسبانيا.

## الديموغرافيا
بلغ عدد سكان بلدية مونتيخاكي 1.048 نسمة عام 2011 (وفقاً للمعهد الوطني الإسباني للإحصاء).
| 1.069 | 1.020 | 1.011 | 1.018 | 995 | 1.009 | 1.048 |